# Санина, Наталья Сергеевна
Ната́лья Серге́евна Са́нина (22 февраля 1919, Звенигород, Московская губерния — 24 октября 2007, Москва) — советская российская гребчиха. Окончила ГЦОЛИФК. Заслуженный мастер спорта СССР (1954), заслуженный тренер СССР.
Одна из сильнейших в академической гребле советских спортсменок 40—50-х годов XX века.

## Биография
Выступала за «Динамо» (Москва). Семикратная чемпионка СССР в академической гребле на одиночке с 1946 по 1952. В 1949 стала также чемпионкой СССР на двойке парной. В 1954 году выиграла чемпионат Европы в гребле на четверке парной. Тренер сборной СССР на Олимпийских играх 1976.
Скончалась 24 октября 2007 года в возрасте 88 лет.

## Награды
- Орден «Знак Почёта» (27.04.1957) — «за успехи, достигнутые в деле развития массового физкультурного движения в стране, повышения мастерства советских спортсменов, и успешное выступление на международных соревнованиях»